# Novaja Majna
Novaja Majna (in russo Новая Майна?) è un villaggio operaio della Russia europea, situato nel rajon Melekesskij dell'oblast' di Ul'janovsk.
Si trova 8 km a sud-est di Dimitrovgrad (il centro distrettuale).